# Marco Rébilo Aproniano
Marco Rébilo Aproniano (en latín Marcus Rebilus Apronianus) fue un senador romano que desarrolló su carrera política a finales del siglo I y comienzos del siglo II, bajo los imperios de Domiciano, Nerva y Trajano.

## Carrera política
Su único cargo conocido fue el de consul ordinarius en 117, a finales del imperio de Trajano.